# 尼爾盧戈什
尼爾盧戈什是匈牙利的城鎮，位於該國東北部，由索博爾奇-索特馬爾-貝拉格州負責管轄，面積58.38平方公里，2011年人口2,722，其中約八成居民信奉天主教。
47°42′N 22°03′E / 47.700°N 22.050°E